# 범망경
《범망경 노사나불설 보살심지계품 제십》(梵網經盧舍那佛說菩薩心地戒品第十)(K.0527, T.1484), 줄여서 《범망경》(梵網經)은 계율이 정리되어 있는 대승불교의 불경이다. 신라시대 주석서가 특히 많이 전해진다. 《범망경 보살심지품(梵網經菩薩心地品)》, 《범망계품(梵網戒品)》이라고도 부른다. 
범망경의 계율을 범망계(梵網戒) 또는 심지대계(心地大戒)라고도 부르며, 대승불교의 대표적인 계율로 대승불교가 주류인 한국, 중국, 일본 등지에서 보살계(菩薩戒), 대승계(大乘戒), 불계(佛戒), 불성계(佛性戒), 불승계(佛乘戒)는 곧 범망계를 의미한다. 천태종의 원돈계(圓頓戒)도 범망계다.
계율이 실려있는 하권(下卷)을 특히 중요시 여겨 《보살계본(菩薩戒本)》, 《범망보살계본(梵網菩薩戒本)》, 《범망계본(梵網戒本)》, 《다라계본(多羅戒本)》, 《보살계경(菩薩戒經)》, 《범망보살계경(梵網菩薩戒經)》, 《보살바라제목차경(菩薩波羅提木叉經)》, 《범망경 노사나불설 보살십중사십팔경계(梵網經盧舍那佛說菩薩十重四十八輕戒)》 라는 별도의 이름을 가지고 있다.
남방 상좌부 팔리 삼장에도 같은 이름의 《범망경》(D1)이 있으나, 전혀 다른 별개의 불경이다. 상좌부 범망경은 《범동경(梵動經)》(K.0647, T.0001)과 《범망육십이견경(梵網六十二見經)》(K.0659, T.0021)으로 각각 한역(漢譯)되었다.

## 이름
승조(僧肇)의 범망경서(梵網經序)에 따르면, 구마라집이 본래 광본(廣本) 총 61품 120권 중에서 제10품 보살심지품(第十菩薩心地品) 한 품 만을 한역(漢譯)하였다고 한다. 그래서 《범망경 노사나불설 보살심지계품 제십(梵網經盧舍那佛說菩薩心地戒品第十)》이라는 이름이 붙었다.
경 전체를 번역하지 않고 1품(品) 만 번역한 이유에 대해선 몇가지 전설이 전해지나, 산스크리트어 원본이 없다는 점에서 현재는 일반적으로 대승불교의 위경(僞經)으로 간주한다.

## 특징

### 계율의 경중 구분
계율을 10가지 무거운 계율(10중대계, 十重大戒)과 48가지 가벼운 계율(48경계, 四十八輕戒)로 경중을 나누어 정리했다.

### 처벌의 약화
10중대계를 어겼더라도 용서받을 수 있다고 보았다.

## 상권의 내용

### 십주, 십행, 십회향, 십지
상권(上卷)에 실린 내용으로, 십주(十住), 십행(十行), 십회향(十廻向), 십지(十地)을 합하여 사십위(四十位)라고도 부른다.

## 하권의 내용
하권(下卷)에는 계율이 실려 있다. 하권 만을 따로 《보살계본(菩薩戒本)》, 《범망보살계본(梵網菩薩戒本)》, 《범망계본(梵網戒本)》, 《다라계본(多羅戒本)》, 《보살계경(菩薩戒經)》, 《범망보살계경(梵網菩薩戒經)》, 《보살바라제목차경(菩薩波羅提木叉經)》, 《범망경 노사나불설 보살십중사십팔경계(梵網經盧舍那佛說菩薩十重四十八輕戒)》 등으로 부르기도 한다.

### 10가지 무거운 계율(십중대계)
처음 4개는 오계의 처음 4개와 같다.
1. 불살생계(不殺生戒), 불살계(不殺戒), 살계(殺戒): 살생하지 말라
2. 불투도계(不偸盜戒), 불도계(不盜戒), 도계(盜戒): 주지 않은 것을 훔치지 말라
3. 불음행계(不淫行戒), 불음계(不淫戒), 음계(淫戒): 음행하지 말라
4. 불망어계(不妄語戒), 망어계(妄語戒): 거짓말 하지 말라
5. 불고주계(不酤酒戒), 고주계(酤酒戒) 또는 불판주계(不販酒戒): 술 팔지 말라
6. 불설사중과계(不說四衆過戒), 설사중과계(說四衆過戒) 또는 불설과죄계(不說過罪戒): 4부대중의 허물을 말하지 말라
7. 불자찬훼타계(不自讚毁他戒), 자찬훼타계(自讚毁他戒): 자기를 칭찬하고 남을 비방하지 말라
8. 불간계(不慳戒), 불간석가훼계(不慳惜加毁戒), 간석가훼계(慳惜加毁戒): 자기 것을 아끼려고 남을 욕하지 말라
9. 불진계(不瞋戒), 진심불수회계(瞋心不受悔戒): 성내지 말고 참회하면 받아주라
10. 불방삼보계(不謗三寶戒), 방삼보계(謗三寶戒): 삼보를 비방하지 말라

### 48가지 가벼운 계율(사십팔경계)
1. 불경사우계(不敬師友戒): 스승과 벗을 공경하라
2. 음주계(飮酒戒), 불음주계(不飮酒戒): 술 마시지 마라
3. 식육계(食肉戒), 불식육계(不食肉戒): 고기를 먹지 마라
4. 식오신계(食五辛戒), 불식오신계(不食五辛戒): 오신채를 먹지 마라
5. 불교회죄계(不敎悔罪戒): 계를 범한 이는 참회케 해라
6. 불공급청법계(不供給請法戒): 법사에게 공양 올리고 법을 청하라
7. 해태불청법계(懈怠不聽法戒): 법문하는 곳에 가서 열심히 들으라
8. 배대향소계(背大向小戒): 대승을 등지고 소승으로 향하지 말라
9. 불간병계(不看病戒): 아픈 중생을 잘 간병해라
10. 축살중생구계(畜殺衆生具戒): 중생을 죽이는 도구를 가지고 있지 마라
11. 국사계(國使戒): 나라의 사절이 되지 말라
12. 판매계(販賣戒): 나쁜 마음으로 장사하지 말라
13. 방훼계(謗毁戒): 근거 없이 남을 비방하지 말라
14. 방화분소계불(放火焚燒戒): 불 놓지 말라
15. 벽교계(僻敎戒): 대승경율이 아닌 삿된 법, 편협되게 가르치지 말라
16. 위리도설계(爲利倒說戒): 이익을 위해 거짓을 말하지 말라
17. 시세걸구계(恃勢乞求戒): 권력을 믿고 구하지 말라
18. 무해작사계(無解作師戒): 아는 것 없이 스승이 되지 말라
19. 양설계(兩舌戒): 한 입으로 두 말 하여 이간질 하지 말라
20. 불행방구계(不行放救戒): 산 것은 놓아주고 죽게 된 것은 구제하라
21. 진타보수계(嗔打報讐戒): 자비심 없이 원한으로 원수를 갚지 말라
22. 교만불청법계(憍慢不請法戒): 교만을 버리고 먼저 수학한 이에게 묻고 배우라
23. 교만벽설계(憍慢僻說戒): 새로 처음 배우는 이를 경멸하지 말라
24. 불습학불계(不習學佛戒): 항상 대승을 배우고 이승과 외도의 경전을 배우지 말라
25. 불선지중계(不善知衆戒): 대중을 잘 이끌고, 삼보의 물건을 잘 지키고 자기 소유물 같이 사용하지 말라
26. 독수이양계(獨受利養戒): 혼자서만 이양을 받지 마라
27. 수별청계(受別請戒): 자기만을 따로 청하는 초청을 받지 말라
28. 별청승계(別請僧戒): 스님들을 따로 초청하지 말라
29. 사명자활계(邪命自活戒): 삿된 생계로 생업을 이어가지 마라
30. 불경호시계(不敬好時戒): 삼보를 비방하고 6재일을 파하지 마라
31. 불행구속계(不行救贖戒): 불상이나 경전을 매매해 이익을 구하려 하는 것을 보거든, 값을 내고 사서 돌려받아라
32. 손해중생계(損害衆生戒): 중생을 해치거나 타인의 재물을 빼앗지 말라
33. 사업각관계(邪業覺觀戒): 군대의 싸움, 오락, 춤, 노래 같이 나쁜 것을 보지 말라
34. 잠념소승계(暫念小乘戒): 잠깐이라도 소승법을 생각하지 말라
35. 불발원계(不發願戒): 발원을 세워라
36. 불발서계(不發誓戒): 열 가지 원을 세워라
37. 모난유행계(冒難遊行戒): 험한 곳, 위험한 곳, 맹수가 많은 곳 등 위험한 곳을 가지 말라
38. 괴존비차서계(乖尊卑次序戒): 높고 낮은 차례를 어기지 말라
39. 불수복혜계(不修福慧戒): 복과 지혜를 닦으라
40. 간택수계계(揀擇受戒戒): 사람을 가려가면서 계를 주지 말라
41. 위리작사계(爲利作師戒): 이양을 위해 스승이 되지 말라
42. 위악인설계계(爲惡人說戒戒): 나쁜 사람들 앞에서 계를 설하지 말라
43. 무참수시계(無慚受施戒): 계를 범할 생각을 하지 말라
44. 불공양경전계(不供養經典戒): 경전을 잘 공양하라
45. 불화중생계(不化衆生戒): 항상 중생을 교화하라
46. 설법불여법계(說法不如法戒): 설법할 때는 항상 여법하게 설법하라
47. 비법제한계(非法制限戒): 법을 억누르거나 파하지 말라
48. 파법계(破法戒): 불법을 파하지 말라

## 주석서
대승불교에서 중요하게 여기는 경전이라 많은 주석서가 나왔다. 많은 주석서 가운데 천태종을 만든 지의의 《보살계의소》, 화엄종을 만든 법장의 《범망경보살계본소》 그리고 통일신라 시대 대현의 《범망경고적기》가 가장 큰 영향을 미쳤다.

### 중국의 주석서
- 수나라 지의(智顗)의 《보살계의소(菩薩戒義疎)》(법망경의소)
- 당나라 법장(法藏)의 《범망경보살계본소(梵網經菩薩戒本疏)》(T.1813)
- 송나라 혜인(惠因)의 《주범망경(注梵網經)》

### 신라의 주석서[1]
- 원효
  - 《범망경보살계본사기(梵網經菩薩戒本私記)》
  - 《보살계본지범요기》
  - 《범망경종요》(실전)
  - 《범망경소》(실전)
  - 《범망경약소》(실전)
- 대현(태현)
  - 《범망경고적기(梵網經古迹記)》(T.1815)
  - 《범망경보살계본종요》(T.1906)
- 의적(義寂)
  - 《범망경보살계본소》
  - 《범망경문기》(실전)
- 승장(勝莊)의 《범망경보살계본술기(梵網經菩薩戒本述記)》(약칭 범망경술기(梵網經述記))
- 현일(玄一)의 《범망경소》(실전)
- 단목(端目)의 《범망경기》(실전)
- 원승(圓勝)의 《범망경기》(실전)

### 일본의 주석서
- 道元(필명  正法眼蔵)의 《梵網經略抄》

## 주석서의 주석서

### 《보살계의소》의 주석서
- 당나라 명광(明曠)의 《천태보살계소(天台菩薩戒疏)》(T.1812), 부제 《천태사문명광산보(天台沙門明曠刪補)》(약칭 산보). 《천태보살계소산보》라고도 함.

### 《범망경고적기》의 주석서
일본에 60여권 이상 남아있음.

## 문화재
- 주범망경, 대한민국 보물 제894호, 아단문고 소장.
- 범망경 및 금강반야바라밀경(범망경·금강반야바라밀경합본), 대한민국 보물 제919호, 아단문고 소장.
- 범망경노사나불설보살심지계품 제10의하(梵綱經盧舍那佛說菩薩心地戒品 第十之下, 범망경노사나불설보살심지계품 제10지하), 대한민국 보물 1131호, 한국학중앙연구원 소장.
- 범망경보살계본 및 수보살계법(수보살계법·범망경보살계본합본), 충청북도 유형문화재 제227호, 대한민국 보물 제1407호, 청주고인쇄박물관 소장.
- 백지금니범망보살계경(白紙金泥梵網菩薩戒經), 충청북도 유형문화재 제277호, 대한민국 보물 제1714호, 구인사 소장.
- 주범망경, 대한민국 보물 제894-2호, 범어사 소장.
- 감지은니범망경보살계 및 보살계의, 서울특별시 유형문화재 제268호, 동국대학교 박물관 소장.

## 관련 서적
- 석암문도회 편집, 《범망경 강설》(서울: 불광출판사), 2012.
- 혜남 지음, 《꽃향기도 훔치지 말라》(서울: 불광출판사), 2011.
- 원종 지음, 《범망경: 계(戒)는 깨달음을 향해 가는 사다리》(서울: 사유수), 2009.

## 같이 보기
- 보살계본
- 보살영락본업경

## 참고 문헌
1. ↑  崔成烈, 元曉의 《梵網經菩薩戒本私記》 分析, 원효학 연구, 제4집, 2002, 149쪽, 표1.